# Tommie Hoban
Thomas Michael 'Tommie' Hoban (Walthamstow, 24 januari 1994) is een Iers voetballer die bij voorkeur als centrale verdediger speelt. Hij stroomde in 2011 door vanuit de jeugd van Watford.

## Clubcarrière
Hoban sloot zich op zevenjarige leeftijd aan in de jeugdopleiding van Arsenal. Op veertienjarige leeftijd trok hij naar Watford. Op 7 mei 2011 maakte hij zijn profdebuut tegen Preston North End. Drie dagen later tekende hij zijn eerste profcontract. Op 2 februari 2012 werd hij voor twee maanden uitgeleend aan Wealdstone. In februari 2013 viel hij uit met een enkelblessure, waardoor hij een streep mocht zetten door de rest van het seizoen. De club eindigde op een derde plaats, maar slaagde er niet in om via de play-offs een ticket voor de Premier League af te dwingen.
1 Bachmann ·
2 Ngakia ·
3 Sierralta ·
5 Porteous ·
6 Pollock ·
7 Ince ·
8 Tsjakvetadze ·
10 Louza ·
11 Vata ·
12 Sema ·
13 Almeida ·
14 Dwomoh ·
15 Tikvić ·
16 Keben ·
17 Sissoko  ·
18 Jebbison ·
19 Bayo ·
20 Doumbia ·
21 Ogbonna ·
22 Morris ·
23 Bond ·
24 Dele-Bashiru ·
34 Baah ·
36 Ebosele ·
37 Larouci ·
39 Kayembe ·
45 Andrews ·
Coach: Cleverley